# ستيف كابلان
ستيف كابلان (بالإنجليزية: Steve Kaplan)‏ هو شخصية أعمال أمريكي، ولد في 25 مارس 1960 في إلينوي في الولايات المتحدة.